# Pedagogía de la liberación
La pedagogía de la liberación es un movimiento educativo. La educación liberadora es un proceso de renovación de la condición social del individuo, considerando al sujeto como un ser pensante y crítico, reflexivo de la realidad que vive. En este proceso, la liberación se contrapone a la pedagogía bancaria, la cual limita la posibilidad de creación de conocimientos propios, fomentando la reproducción sin análisis ni comprensión de los temas que se estén enseñando.

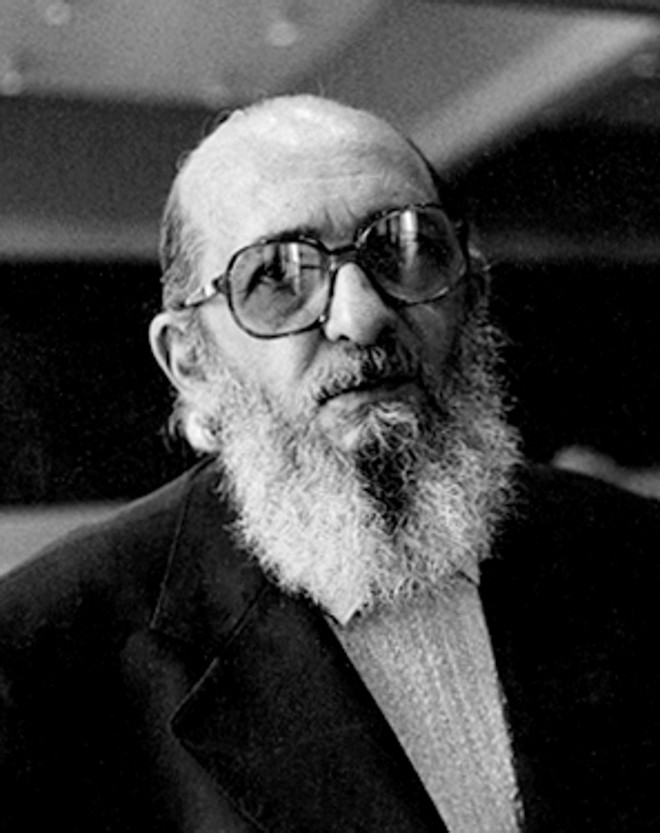
Paulo Freire

Paulo Freire (1921-1997) es el creador de un movimiento de educación de base que tiene por objeto dar un carácter político al problema educativo. Según sus ideas, es necesario dar una concientización al oprimido a través de la educación. Dio significativa importancia a la alfabetización, pero no en forma aislada y memorística, sino con una aproximación crítica a la realidad. Se debe dar más importancia a la educación dialógica o conversacional, que a la curricular; asimismo, debe dar importancia a la praxis en la actividad educativa

## Descripción
La perspectiva de la educación de la liberación se ubica en una horizontalidad de las relaciones humanas, y que, por tanto, implica el diálogo y la continua reflexión acerca de la propia realidad a lo largo del proceso educativo. Se considera liberación porque pretende una suerte de reencuentro de los seres humanos con su dignidad de creadores y participantes activos en la cultura que los configura. Por todo esto, en el método pedagógico freiriano, al mismo tiempo que una persona adulta aprende a leer y escribir, recupera el dominio de la propia vida y analiza, mediante una reflexión en común con otros seres humanos, su realidad. En este análisis, se buscan las causas que inciden en un estado determinado de la cultura, y se detectan las inercias y fuerzas que impiden la expresión y realización de las personas. Se dice, entonces, que la persona en cuestión ha tomado conciencia, o se ha concienciado. Es importante resaltar que esto jamás puede ser producto de un adoctrinamiento o manipulación por parte de otros, sino que el sujeto debe hallar por sí mismo su camino en la vida.[cita requerida]

## La contraparte: educación bancaria
La educación bancaria es la concepción de la educación como un proceso en el que el educador deposita contenidos en la mente del estudiante. Una de esa premisas es que enseñar consiste en narrar, es decir que la narración cobra un papel no sólo muy importante, sino preponderante en la educación. 
La que Freire llamó educación bancaria nos aleja de la comprensión de nuestras circunstancias sociales y genera pasividad y fatalismo en los sujetos. No en vano, decidió utilizar un término procedente del ámbito económico, pues la educación bancaria ve en todo momento al alumno como una inversión la cual tarde o temprano deberá entregar retribuciones, ya sea como mano de obra barata o como sujetos productores y poco pensadores. Además de eso el proceso educativo es reducido al grado de pesar en los estudiantes como cajas de depósito, dejando de lado todos los procesos cognitivos y reflexivos que suceden cuando de educación se habla. Esto ocurre debido a una escuela concebida según una relación unidireccional (vertical) en la que uno enseña y otro aprende, sin que los roles cambien. Se adquiere entonces la falsa idea de que hay sabios absolutos («docentes») e ignorantes también absolutos («alumnos»). 

## Características de la pedagogía de la liberación
Para que exista liberación, Freire (1972) informa que es necesario que tanto el educador como el educando sean liberados en su pensamiento auténtico, ya que los hombres se educan entre sí y si un educador no está liberado no podrá promover la liberación de sus educandos.
Gracias al diálogo en este tipo de educación los educandos y el educador tienen la posibilidad de expresar sus creencias, opiniones, y conocimiento; contribuyendo con la discusión al pensamiento crítico que permite tener una posición frente a diferentes temas. Es a partir del diálogo que tanto educandos como educadores logran conocer las ideas de cada uno, respetándolas pero teniendo derecho a criticarlas y cuestionarlas de forma respetuosa e inteligente. 
Este tipo de educación parte de la historia de los hombres reconociéndolos como seres inacabados con una realidad inacabada, implica la negación del hombre abstracto, aislado del mundo, ya que propone una relación hombre-mundo simultáneamente, que permite al hombre la comprensión del mundo en evolución. Por ende el educador debe propiciar espacios donde todos los educandos estén incluidos en las actividades escolares, se reconozcan y se relacionen con su realidad y con la sociedad en la que están inmersos. La educación no se basa ya en la transmisión de postulados abstractos, indiscutibles y exactos, sino en la creación de conocimiento basado en la historia de los sujetos, en su presente, los cambios que se deben realizar para la contribución al mejoramiento de este y la creencia en un mejor futuro. 

### Rol ideal del educador
La tarea del educador en este tipo de educación no es otra que la de proporcionar, conjuntamente con los educandos, las condiciones para que se dé el conocimiento verdadero, el que se da a nivel de la acción (empirismo). La educación liberadora implica un acto permanente de descubrimiento de la realidad y busca la emersión de las conciencias de la que resulta su inserción crítica en la realidad. El educando en este tipo de educación debe creer en los educandos y en la capacidad de estos de crear conocimiento, debe concebir el error como algo natural en los procesos educativos y no penalizarlo como falta grave. En este tipo de educación el educador estaría al servicio de la liberación. Este tipo de educación se fundamenta en la creatividad, no aceptando la suposición de un futuro preestablecido, sino que es futuridad revolucionaria.
Del carácter problemático de los desafíos a los que los educandos sean expuestos depende qué tan desafiados se sientan como seres en el mundo y con el mundo, y cuanto más desafiados estén más obligados se ven a responder a los desafíos que se les presenten, pues de esa forma comprenden los desafíos por medio de la acción, reconociendo su compromiso. Por ende se entiende que la educación liberadora implica la negación del hombre abstracto, aislado, suelto, desligado del mundo, y de la suposición de un mundo como realidad ausente de los hombres. Entonces, este tipo de educación propone la relación hombre-mundo simultáneamente, relación que permite al hombre la comprensión del mundo en evolución.
Por medio de la educación liberadora, tanto educandos como educadores aprenden a percibir de forma crítica cómo están siendo en el mundo con el que y en el que están. La educación liberadora se fundamenta en la creatividad viendo en ella una forma auténtica de propiciar el conocimiento; el diálogo como acto desvelador de la realidad. Para este tipo de educación, en tanto quehacer humanista y liberador, la importancia de la educación radica en que los hombres sometidos a la dominación luchen por su emancipación superando la falsa conciencia del mundo; por ende este tipo de educación no puede servir al opresor.

### Rol ideal del educando
La relación educador-educando debe ser entendida cómo una relación dialógica, que mínimamente para logar un intercambio adecuado de saberes necesitan tener un lenguaje común. La pedagogía liberadora dialógica de Freire busca generar conciencia y alimentar la capacidad crítica de reflexión para que cada actor tanto educando como educador logre describir y poder expresar sus voces. Para que se dé una verdadera educación liberadora se debe tener en cuenta que los educandos no deberían encontrarse ni sentirse alienados o ignorantes, por la misma razón el educador no debería ser el único que tenga la capacidad de expresión, sino que en diálogo común los saberes deben ser construidos; por lo mismo, ambos son sujetos pensantes y merecen que su dignidad sea reconocida y respetada a favor de encontrar la liberación de ambos.